# Mag (tarot)
Mag – karta tarota należąca do Arkanów Wielkich, oznaczana numerem 1 (I).
Inne nazwy: Magik, Czarnoksiężnik, Czarownik, Szarlatan, Minstrel, Paź, Alchemik, Hermes Trismegistos, Mag Mocy.

## Wygląd
Karta maga przedstawia mężczyznę w średnim wieku. W jednej z rąk trzyma różdżkę – oznaczenie jednego z dworów Małych Arkan. Mag stoi za stołem, na którym znajdują się przedmioty przedstawiające pozostałe trzy kolory Arkan Małych: sztylet (lub miecz), kielich (lub kubek do gry) oraz kilka monet lub pentakl. Często kapelusz Maga jest rysowany w formie znaku {\displaystyle \infty } (nieskończoność).

## Znaczenie
Znaczenie karty jest związane z psychiką człowieka, przede wszystkim z silną wolą i spontanicznością. Oznacza też pragnienie tworzenia, poznawania nowych spraw i ludzi, a także zamiłowanie do nauki. Położenie proste karty oznacza obecność tych cech, natomiast odwrotne, przeciwnie - ich brak. Mag w przeciwieństwie do Głupca zdaje sobie sprawę z posiadanych przez siebie wartości. Mag to osoba, która posiada wszystko aby móc rozpocząć coś na nowo.

## Galeria

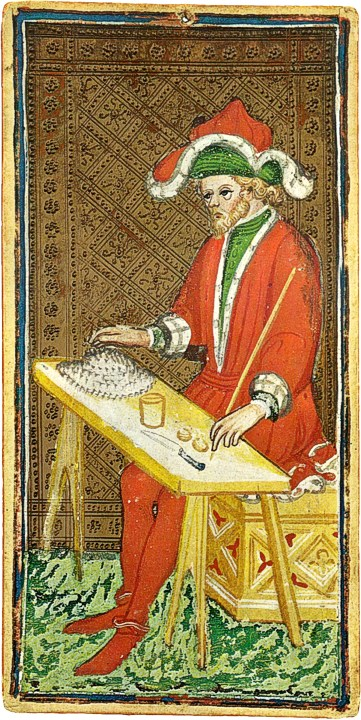
Mag z talii tarota Viscontich-Sforzów ze zbiorów Pierpont Morgan-Bergamo (XV wiek) – reprodukcja
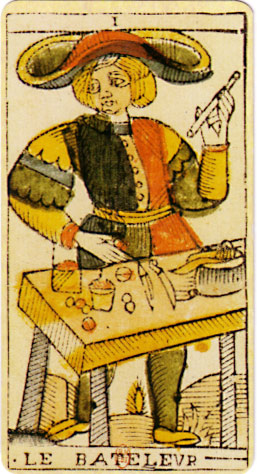
Mag z talii tarota marsylskiego Jeana Dodala (XVIII wiek).
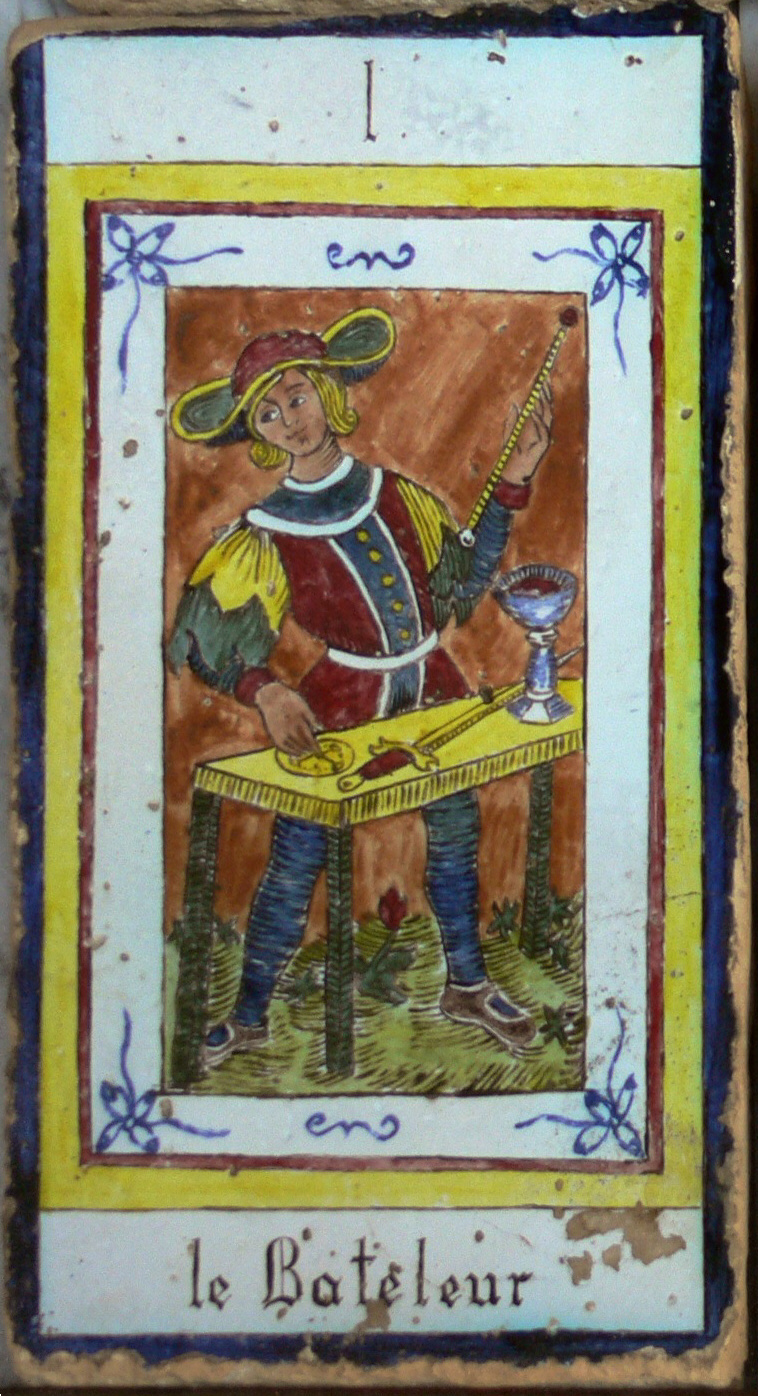
Mag
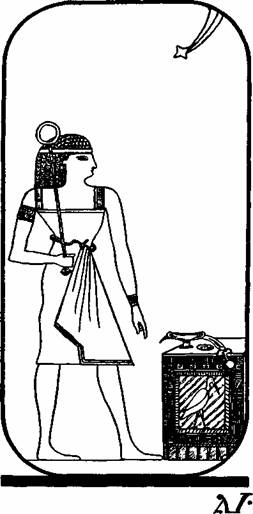
Mag z tarota egipskiego